# Pyrrhocoridae
Pyrrhocoridae é uma família de insetos hemípteros que medem cerca de 8-18 mm até 30 mm. Assemelham-se a alguns membros da Lygaeidae, mas falta ocelos e têm mais veias na membrana da asa anterior.
A maioria é de cor preta e vermelha, nomeadamente o pyrrhocoris apterus, que é conhecido por percevejo-da-tília ou percevejo-do-fogo .